# Robert Paumier
Pour les articles homonymes, voir Paumier (homonymie).
Robert Paumier, né le 12 janvier 1913 à Selles-sur-Cher (Loir-et-Cher), mort le 19 octobre 1988 à Clichy (Hauts-de-Seine) est un militant communiste et résistant français.

## Biographie

### Profession et engagement politique
Fils de paysans vignerons, Robert Paumier travaille avec ses parents dès son certificat d'études primaires, puis devient ouvrier agricole. Ses contacts et ses lectures, la haine de la guerre inculquée par son père, ancien combattant, l'amènent à adhérer aux jeunesses communistes de Selles-sur-Cher à l'âge de seize ans. Ses activités (articles dans le journal régional Le Travailleur, création de cellules de la JC) lui valent d'être signalé comme « le militant le plus actif » de la zone dans le rapport du commissaire spécial d'Orléans . 
En 1933, il fait un voyage en Union soviétique qui le conforte dans ses convictions. Devenu permanent, il donne plusieurs dizaines de conférences dans le seul département de Loir-et-Cher pour raconter son voyage, non sans rencontrer parfois des manifestations d'hostilité des Jeunesses patriotes et des Croix de feu. Un livre, intitulé La victoire de l'agriculture soviétique, sera publié en 1937 pour raconter cette expérience.
Sa condamnation à une peine de prison parce que, durant son service militaire qu'il effectue de 1934 à 1935, il avait profité d'une permission pour assister à un meeting politique, provoque une campagne intense de soutien dans la région de Blois, et sa « mutation » dans un régiment de la Meuse.
Il n'adhère au PCF qu'à son retour à la vie civile, en juillet 1935. Il devient alors permanent au sein de l'association des Amis de l'Union soviétique, véritable numéro deux derrière Fernand Grenier, avec la responsabilité de la propagande et de l'organisation. Il se rend alors régulièrement en URSS.

### Résistance communiste
Mobilisé dès le début de la deuxième guerre mondiale, il est fait prisonnier en juin 1940, et, au sein du Stalag où il est détenu (le Stalag VB à Villingen), organise avec d'autres communistes la résistance des prisonniers.
En 1941, son jeune frère Clotaire, est fait prisonnier par les gendarmes allemands venus capturer son frère ainé Bernard Paumier. Clotaire est déporté à Auschwitz où il meurt en 1943, victime de mauvais traitements et de maladie. 
Robert Paumier parvient à s'évader en mai 1943 et revient en France en passant par la Suisse. À Paris, il prend la direction du Comité national des prisonniers de guerre (CNPG), organisme dépendant du Front national. En mars 1944, le CNPG fusionne avec le  Comité national des prisonniers de guerre de Michel Cailliau et le Rassemblement national des prisonniers de guerre de François Mitterrand, pour donner naissance au Mouvement national des prisonniers de guerre et déportés,,.
Nommé Commandant FFI après le débarquement de juin 1944, il supervise l'activité du PCF dans les zones du débarquement, puis en Bretagne libérée, et enfin dans l'Est.

### Après-guerre
Adjoint de Léon Mauvais dans l'appareil du parti de l'été 1945 à l'été 1946, il entre ensuite comme secrétaire de rédaction à L'Humanité.
En 1949, il participe à la création du journal Ouest-Matin, publié à Rennes, puis travaille dans divers organisme de presse liés au PCF : l'Union française d'information, puis Ce soir et Action.
En 1953, il devient directeur de la Société d'expédition et de routage (SERP), fonction qu'il conserve jusqu'en 1966, année où il prend la direction du bureau soviétique d'information de la revue Études soviétiques.
À partir de 1970, il se consacre à la Fédération nationale des combattants prisonniers de guerre FNCPG-CATM, dont il est le secrétaire général adjoint jusqu'à sa retraite, en 1978, puis un militant bénévole très actif.

### Famille
Robert Paumier est le frère de l'homme politique Bernard Paumier.